# Walk Off the Earth
Walk Off the Earth ist eine kanadische Indie-Rock/Pop-Band aus Burlington, Ontario, die 2006 gegründet wurde. Die Gruppe hat im Laufe ihres Schaffens insbesondere auf YouTube durch ungewöhnliche Arrangements (u. a. mit Ukulele und Theremin) und außergewöhnliche Performances ein Millionenpublikum auf sich aufmerksam gemacht, sowohl mit eigenen Songs als auch mit Coverversionen weltbekannter Popsongs. Mit dem Lied Somebody That I Used to Know, einer Coverversion des belgisch-australischen Musikers Gotye, veröffentlichte die Gruppe im Januar 2012 auf YouTube ein Musikvideo, das binnen einer Woche Zugriffszahlen von 17 Millionen (Internetphänomen), binnen drei Monaten bereits über 74 Millionen und bis Mitte Juli 2020 über 188 Millionen erreichte. Das Bandmitglied Gianni „Luminati“ Nicassio ist zugleich als Produzent der Ton- und Videoaufnahmen der Band tätig.

## Bandgeschichte
Das erste Album der Gruppe erschien 2008 unter dem Titel Smooth Like Stone on a Beach bei CDBY, ein zweites Album erschien als MP3-Download 2010 bei Slapdash Records. Die Band coverte bisher Lieder unter anderem von Adele und LMFAO. Als Gianni „Luminati“ Nicassio Somebody That I Used to Know von Gotye im Radio hörte, war die Idee geboren, dieses Lied nach dem Vorbild ihrer eigenen Version von Radioheads Karma Police zu covern. Unter Beteiligung von Sängerin Sarah Blackwood (The Creepshow) wurde innerhalb von 14 Stunden ein Musikvideo gedreht und bei YouTube am 6. Januar 2012 online gestellt. Binnen einer Woche erreichte das Video Zugriffszahlen von 17 Millionen. Bereits Mitte März 2012 hatte das Video über 74 Millionen Zugriffe auf YouTube (Stand 30. Mai 2023: 193.385.880). Die Verbreitung des Videos im Internet wurde unter anderem durch eine Empfehlung von Russell Crowe auf Twitter beschleunigt. In dem Video spielen die Bandmitglieder gemeinsam auf einer Gitarre, einer von ihnen schlägt den Rhythmus auf deren Korpus und alle singen das Lied. Das Lied wurde wenig später bereits im Radio gespielt und die Band war zu Gast in der Talkshow von Ellen DeGeneres. Das Lied erreichte in verschiedenen Ländern die Charts. In den kanadischen Top Digital Downloads erreichte das Lied Platz 3, in den Niederlanden Platz 9. Am 17. März 2012 spielte die Band ihr erstes Konzert in Deutschland in Berlin. Die Band war auch beim Video Rewind YouTube Style 2012 beteiligt.
2018 starb Mike „Beard Guy“ Taylor. 2019 verließ Ryan Marshall nach 13 Jahren die Band.

## Diskografie
Alben
- 2008: Smooth Like Stone on a Beach
- 2010: My Rock
- 2012: Vol. 1
- 2012: Vol. 2
- 2013: R.E.V.O. (CA: Gold)
- 2015: Sing It All Away
- 2019: Here We Go!
- 2021: Meet You There
- 2023: Stand By You (inklusive einer weiteren Version)
  - 2025: „Instrumentals“
- 2024: Buon Apetito (feat. Romeo Eats)
- 2024: Moms Old Car

EPs
- 2012: R.E.V.O.
- 2013: iTunes Session
- 2014: A Walk Off the Earth Christmas
- 2015: Sing It All Away
- 2015: Under the Covers
- 2017: Beard Ballads, Vol. 1
- 2017: Holiday Beard Ballads, Vol. 1
- 2018: Subscribe to the Holidays
- 2023: A Christmas Album

Soundtracks
- 2017: Taekwondo – The Soundtrack

Singles
- 2012: Somebody That I Used to Know (CA: Platin)
- 2012: Red Hands (CA: ×2Doppelplatin )
- 2013: Gang of Rhythm
- 2014: Shake
- 2015: Rule the World
- 2015: Home We’ll Go (Take My Hand) (mit Steve Aoki)
- 2016: Hello
- 2016: Hold On (The Break)
- 2016: Fire in My Soul
- 2017: Taekwondo
- 2017: Nomad
- 2018: Fifth Avenue
- 2019: Old Town Road
- 2019: I’ll Be There (CA: Platin)
- 2020: Savage Love
- 2020: This Is Love
- 2021: Anthem
- 2021: Love You Right
- 2021: Hold on to Your Love (feat. Phillip Phillips)
- 2022: Bet on Me (feat. D Smoke)
- 2023: My Stupid Heart (CA: Platin) (inklusive vier weiteren Versionen)
  - eine „Kids Version“ mit Luminatis und Blackwoods drei gemeinsamen Söhnen, die als Featuring-Interpreten namens Luminati Suns auftreten
  - mit Lauv
  - eine „Sped Up“-Version
  - eine „Acoustic Version“ (mit Luminati Suns)
- 2023: Whatever (inklusive einer weiteren Version)
  - eine „Kids Version“, erneute Featuring-Interpretation: „Luminati Suns“
- 2023: Long Way Home
- 2023: Caught Me at My Lowest (feat. Casey Lowry)
- 2023: YMCA
- 2024: Catching Feelings (inklusive einer weiteren Version)
  - eine „Organic Version“ (feat. „Luminati Suns“)
- 2024: Stick Season
- 2024: Beautiful Things (feat. „Luminati Suns“)
- 2024: On the Road
- 2024: Better at Love (inklusive einer weiteren Version)
  - eine „Organic Version“
- 2024: Smells Like Teen Spirit
- 2024: On Top of Spaghetti (feat. Romeo Eats)
- 2024: Mom's Old Car (inklusive einer weiteren Version)
  - eine „Acoustic Version“
- 2024: Wonderful Christmastime
- 2025: Please Don't Go (inklusive zwei weiteren Versionen)
  - eine „Acoustic Version“
  - eine „Organic Version“
- 2025: On the Road Again
- 2025: I Got You Babe
- 2025: Breaking My Heart
- 2025: Our House

Gastbeiträge
- 2018: Paradise (Nicky Romero & Deniz Koyu feat. Walk Off the Earth)